# Bernard Aubouy
Bernard Aubouy, né le 20 juillet 1939 à Nîmes (Gard) et mort le 18 février 2024 à Montpellier, est un ingénieur du son français.

## Biographie
Bernard Aubouy, naît en 1939 à Nîmes dans le Gard. Diplômé de l'école Louis-Lumière à Paris (promotion « Son » 1961), Bernard Aubouy a été distingué à plusieurs reprises comme ingénieur du son ou réalisateur. Il a enseigné à la Femis à Paris.
Bernard Aubouy meurt le 18 février 2024 à Montpellier.

## Filmographie
Réalisateur de courts métrages
- 1988 : Au sud du monde (coréalisatrice : Claire Lusseyran)
- 1988 : Mort d'un Rickshaw
- 1989 : Chanson pour un marin
- 1990 : Maman
- 1993 : 13 figures de Sarah Beauchesne au 71, rue Blanche (coréalisateur : Christophe Boutin)
- 1994 : Une histoire russe

Ingénieur du son
- 1966 : Le père Noël a les yeux bleus de Jean Eustache
- 1967 : L'Amour fou de Jacques Rivette
- 1967 : Ballade pour un chien de Gérard Vergez
- 1968 : La Bande à Bonnot de Philippe Fourastié
- 1968 : Sept Jours ailleurs de Marin Karmitz
- 1969 : Pierre et Paul de René Allio
- 1969 : Paulina s'en va d'André Téchiné
- 1969 : Cran d'arrêt de Yves Boisset
- 1969 : Camarades de Marin Karmitz
- 1970 : Le Cœur fou de Jean-Gabriel Albicocco
- 1972 : Les Camisards de René Allio
- 1972 : Le Grand Blond avec une chaussure noire d'Yves Robert
- 1972 : Pourquoi Israël de Claude Lanzmann
- 1973 : Je sais rien, mais je dirai tout de Pierre Richard
- 1973 : Salut l'artiste d'Yves Robert
- 1974 : Le Secret de Robert Enrico
- 1974 : Pas de problème ! de Georges Lautner
- 1974 : La moutarde me monte au nez de Claude Zidi
- 1974 : Mes petites amoureuses de Jean Eustache
- 1975 : Le Vieux Fusil de Robert Enrico
- 1975 : La Course à l'échalote de Claude Zidi
- 1976 : Le Jouet de Francis Veber
- 1976 : On aura tout vu de Georges Lautner
- 1976 : Un éléphant ça trompe énormément d'Yves Robert
- 1977 : L'Animal de Claude Zidi
- 1977 : Diabolo menthe de Diane Kurys
- 1977 : La Zizanie de Claude Zidi
- 1977 : Un taxi mauve de Yves Boisset
- 1979 : Cocktail Molotov de Diane Kurys
- 1980 : Inspecteur la Bavure de Claude Zidi
- 1981 : Aimée de Joël Farges
- 1982 : Douce enquête sur la violence de Gérard Guérin
- 1982 : Légitime Violence de Serge Leroy
- 1982 : Le Crime d'amour de Guy Gilles
- 1983 : Les Compères de Francis Veber
- 1983 : P'tit Con de Gérard Lauzier
- 1984 : Blanche et Marie de Jacques Renard
- 1984 : La Tête dans le sac de Gérard Lauzier
- 1984 : Le Tartuffe de Gérard Depardieu
- 1985 : Police de Maurice Pialat
- 1985 : Mon beau-frère a tué ma sœur de Jacques Rouffio
- 1985 : Scout toujours... de Gérard Jugnot
- 1985 : Shoah de Claude Lanzmann
- 1986 : La Femme secrète de Sébastien Grall
- 1987 : Le Grand Chemin de Jean-Loup Hubert
- 1987 : Flag de Jacques Santi
- 1987 : Spirale de Christopher Frank
- 1988 : Les Portes tournantes de Francis Mankiewicz
- 1988 : Terre sacrée d'Emilio Pacull
- 1989 : Rébus (Rebus) de Massimo Guglielmi (it)
- 1990 : Corps perdus d'Eduardo de Gregorio
- 1990 : La Reine blanche de Jean-Loup Hubert
- 1991 : Mauvaise Fille de Régis Franc
- 1991 : La Sentinelle de Arnaud Desplechin
- 1992 : À cause d'elle de Jean-Loup Hubert
- 1994 : Tsahal de Claude Lanzmann (Documentaire)
- 1996 : Assassin(s) de Mathieu Kassovitz
- 1996 : Les Sables mouvants de Paul Carpita
- 1997 : Un vivant qui passe de Claude Lanzmann
- 1998 : L'Annonce faite à Marius de Harmel Sbraire
- 1998 : Quasimodo d'El Paris de Patrick Timsit
- 1999 : Épouse-moi de Harriet Marin
- 1999 : Mondialito de Nicolas Wadimoff
- 2001 : Sobibor, 14 octobre 1943, 16 heures de Claude Lanzmann
- 2002 : Quelqu'un de bien de Patrick Timsit
- 2006 : Bénarès de Barlen Pyamootoo
- 2010 : Le Rapport Karski de Claude Lanzmann

## Prix et nominations
- César 1976 : nomination au César du meilleur son pour Le Vieux Fusil
- César 1978 : nomination au César du meilleur son pour Diabolo menthe
- César 1990 : César du meilleur court métrage documentaire pour Chanson pour un marin